# Велике жупе НДХ
Велика жупа била је административна јединица Независне Државе Хрватске. Дијелила се на котаре, котарске испоставе, општине и градове. НДХ је била подијељена на 22 велике жупе, док их првобитно било само 10.

## Историја и надлежности
Прве велике жупе су основане на основу Законске одредбе о великим жупама од 10. јуна 1941, а реорганизација је спроведена 5. јула 1944. године.
Као првостепена област, надлежности велике жупе били су послови која су министарства преније на њу 1942: поједини послови наставе, надзор рада, запошљавање страних држављана, саобраћај и јавни радови, здравство, занатство, трговина на велико (индустрија), трговина и сеоска привреда, а од 1944. и жупска школска надзорништва, која су дотад била под надзором великог жупана. Надлежност над средњошколским образовањем враћена је Министарству народне просвјете 6. априла 1943. године.
Као другостепена област, велика жупа била је виши ниво котарским областима и испоставама, градским и државним редарственим областима, односно бавила се предметима који нису ријешени на тим нивоима. Цивилну управу у великој жупи водио је велики жупан, као службеник владе. Именовао га је поглавник НДХ.
Организациона установа усташког покрета на нивоу велики жупе био је стожер.

## Велике жупе

### Од јула 1941.
НДХ је у почетку била подијељена на 10 великих жупа. Након припрема, које су трајале четири мјесеца, у јулу 1941. извршена је коначна подјела на 22 велике жупе:
| Велика жупа        | Сједиште      |
| ------------------ | ------------- |
| Барања             | Осијек        |
| Билогора           | Бјеловар      |
| Брибир и Сидрага   | Книн          |
| Винодол и Подгорје | Сењ           |
| Врхбосна           | Сарајево      |
| Вука               | Вуковар       |
| Гацка и Лика       | Госпић        |
| Гора               | Петриња       |
| Дубрава            | Дубровник     |
| Загорје            | Вараждин      |
| Лашва и Глаж       | Травник       |
| Ливац и Запоље     | Нова Градишка |
| Крбава и Псат      | Бихаћ         |
| Модруш             | Огулин        |
| Плива и Рама       | Јајце         |
| Покупје            | Карловац      |
| Посавје            | Брод на Сави  |
| Пригорје           | Загреб        |
| Сана и Лука        | Бања Лука     |
| Усора и Соли       | Тузла         |
| Хум                | Мостар        |
| Цетина             | Омиш          |

### Од 1943.
Списак великих жупа према службеној карти из 1945:
| Велика жупа          | Сједиште      |
| -------------------- | ------------- |
| Барања               | Осијек        |
| Билогора             | Бјеловар      |
| Брибир               | Шибеник       |
| Винодол-Подгорје     | Сењ           |
| Врхбосна             | Сарајево      |
| Вука                 | Вуковар       |
| Гора-Пригорје        | Загреб        |
| Дубрава              | Дубровник     |
| Загорје              | Вараждин      |
| Лашва-Плива          | Травник       |
| Ливац-Запоље         | Нова Градишка |
| Лика-Гацка           | Госпић        |
| Крбава-Псат          | Бихаћ         |
| Модруш               | Огулин        |
| Покупје              | Карловац      |
| Посавје              | Брод          |
| Раша                 | ...           |
| Сана-Лука            | Бања Лука     |
| Сидрага-Равни Котари | Задар         |
| Усора-Соли           | Тузла         |
| Хум                  | Мостар        |
| Цетина               | Сплит         |